# 14574 Payette
14574 Payette eller 1998 QR58 är en asteroid i huvudbältet som upptäcktes den 30 augusti 1998 av Spacewatch vid Kitt Peak-observatoriet. Den är uppkallad efter den kanadensiska astronauten Julie Payette.
Asteroiden har en diameter på ungefär 2 kilometer.